# جورج كينغ (لاعب كرة سلة)
جورج كينغ (15 يناير 1994 بفاييتفيل في الولايات المتحدة - ) (بالإنجليزية: George King)‏ هو لاعب كرة سلة أمريكي في مركز مدافع مسدد الهدف. لعب مع فينيكس صنز وColorado Buffaloes ‏.

## وصلات خارجية
- جورج كينغ على موقع الدوري الأوروبي لكرة السلة (الإنجليزية)
- جورج كينغ على موقع إن بي أي (الإنجليزية)
- جورج كينغ على موقع سبورتس رفرنس (الإنجليزية)
- جورج كينغ على موقع كرة السلة الأوروبية.كوم (الإنجليزية)
- جورج كينغ على موقع كلية كرة السلة في سبورتس رفرنس.كوم (الإنجليزية)
- جورج كينغ على موقع ريلجم (الإنجليزية)
- جورج كينغ على موقع بروبوليرز (الإنجليزية)
- جورج كينغ على موقع سبورتس رفرنس (الإنجليزية)
- جورج كينغ على موقع سبورتس رفرنس (الإنجليزية)